# Papamosques pitbrú
El papamosques pitbrú (Cyornis brunneatus) és una espècie d'ocell de la família dels muscicàpids (Muscicapidae). Nidifica al sud-est de la Xina i a l'hivern migra cap a la península de Malaca, a Malàisia. Habita els boscos tropicals i subtropicals de frondoses humits i els boscos de manglars subtropicals o tropicals. Està amenaçat per la pèrdua d'hàbitat i el seu estat de conservació és vulnerable.